# Real Gangsta Love
«Real Gangsta Love» es una canción del rapero argentino Trueno de su tercer álbum de estudio El último baile (2024). Fue lanzada el 23 de mayo de 2024 a través de Sony Music Latin y Sur Capital Records. La canción se convirtió orgánicamente en un fenómeno viral en distintas plataformas digitales, que llevó a la publicación oficial de un video musical el 10 de julio de 2024.

## Composición y letra
«Real Gangsta Love» es una pista de R&B latino fusionado con elementos del hip hop. Fue escrita por Trueno en conjunto a Federico Vindver y Santiago Gabriel Ruiz, quienes también fueron los responsables de producir el tema. La canción cuenta con la voz sin acreditar de la cantante colombiana Salomé Brun en los coros. El contenido lírico aborda una historia de amor, en la cual el hombre le declara sus sentimientos a la chica de la cual está enamorado, mencionándole que puede brindarle un afecto real con su propia particularidad. El concepto de la canción contiene influencia de la cultura musical noventera callejera de Nueva York.

## Desempeño comercial
Tras el lanzamiento de su tercer álbum, en la semana del 8 de junio de 2024, la canción debutó en el puesto 100 del listado Argentina Hot 100 de Billboard, pero gracias a su rendimiento en las plataformas y las radios logró alcanzar su pico al ubicarse en el tercer puesto durante la semana del 29 de junio. En España, «Real Gangsta Love» inicialmente debutó en la posición número 47 del Top 100 Canciones, luego en su segunda semana escaló al segundo puesto y durante su tercera semana llegó a la cima de la lista.
La canción resultó ser un éxito en las listas de Spotify ubicándose en la primera posición en Argentina, Bolivia, Costa Rica, Ecuador, El Salvador, España, Guatemala, Paraguay, Perú, Nicaragua, Uruguay y Venezuela; alcanzó el segundo puesto en Chile, Honduras y Panamá, el cuarto lugar en Colombia, la quinta posición en México y a nivel global llegó a la décima posición, convirtiéndose en el segundo artista argentino en adquirir este logro con una canción en solitario después de Paulo Londra con «Adán y Eva» en 2019.

## Video musical
El 10 de julio de 2024, luego de la viralización de la canción en las plataformas digitales, fue publicado el video oficial de la canción que estuvo bajo la dirección de Anita Piñero y Hernán Kawec. La trama del video tiene lugar en una bar de Buenos Aires, donde el artista mantiene un baile romántico junto a una joven interpretada por la actriz argentina Manuela Vecino, mientras que alrededor de ellos se desata una trifulca, contando con los cameos de Milo J jugando al truco y Bahvi conversando con un amigo.

## Posicionamiento en las listas
| Listas (2024)                    | Mejor posición |
| -------------------------------- | -------------- |
| América Latina (Monitor Latino)  | 1              |
| Argentina Hot 100 (Billboard)    | 3              |
| Bolivia (Billboard)              | 1              |
| Centroamérica (Monitor Latino)   | 6              |
| Chile (Billboard)                | 3              |
| Colombia (Billboard)             | 7              |
| Costa Rica (FONOTICA)            | 1              |
| Ecuador (Billboard)              | 1              |
| El Salvador (ASAP EGC)           | 4              |
| España (PROMUSICAE)              | 1              |
| Global 200 (Billboard)           | 22             |
| Guatemala (Monitor Latino)       | 9              |
| Honduras (Monitor Latino)        | 7              |
| Hot Latin Songs (Billboard)      | 44             |
| Italia (FIMI)                    | 53             |
| Latin Rhythm Airplay (Billboard) | 25             |
| México (Billboard)               | 7              |
| Panamá (PRODUCE)                 | 9              |
| Paraguay (Monitor Latino)        | 3              |
| Perú (Billboard)                 | 1              |
| Puerto Rico (Monitor Latino)     | 18             |
| Uruguay (Monitor Latino)         | 4              |
| Venezuela (Record Report)        | 32             |

| Listas (2024)  | Mejor posición |
| -------------- | -------------- |
| Paraguay (SGP) | 3              |
| Uruguay (CUD)  | 2              |

## Certificaciones
| País           | Organismo certificador | Certificación | Ventas certificadas | Simbolización | Ref.   |
| -------------- | ---------------------- | ------------- | ------------------- | ------------- | ------ |
| Centroamérica  | CFC                    | 3× Platino    | 21 000 000          | ▲             | [ 38 ] |
| España         | PROMUSICAE             | 3× Platino    | 180 000             | ▲             | [ 39 ] |
| Estados Unidos | RIAA                   | 2× Platino    | 120 000             | ▲             | [ 40 ] |
| México         | AMPROFON               | Oro           | 70 000              | ●             | [ 41 ] |

## Historial de lanzamientos
| Región | Fecha              | Formato(s)                 | Discográfica     | Ref.   |
| ------ | ------------------ | -------------------------- | ---------------- | ------ |
| Varios | 23 de mayo de 2024 | Descarga digital streaming | Sony Music Latin | [ 42 ] |